# Albirea tenului
Albirea tenului sau albirea pielii este un procedeu cosmetic folosit frecvent de populațiile Asiei, Africii și Orientului Mijlociu, în special de femei. Este controversat pentru că substanțele folosite pot provoca cancer sau boli ale pielii, și, ca orice lucru legat de culoarea pielii, duce cu gândul la rasism sau segregare rasială. În India produsele de albire reprezintă 39% din cosmeticele de îngrijire a pielii, segmentul având o rată de creștere anuală de 12%. Și în România, în trecut, la femeile de la țară frumusețea era direct legată de albeața pielii[nefuncțională]
.
Produsele cosmetice acționează ca inhibitori de producere ai melaninei, pigmentul responsabil de culoarea pielii. Se pot face și tratamente cu laser.